# Qarağan Şıxlar
Qarağan Şıxlar är en ort i Azerbajdzjan.   Den ligger i distriktet Ağdaş Rayonu, i den centrala delen av landet, 200 km väster om huvudstaden Baku. Qarağan Şıxlar ligger 55 meter över havet och antalet invånare är 1 892.
Terrängen runt Qarağan Şıxlar är platt åt sydväst, men åt nordost är den kuperad. Runt Qarağan Şıxlar är det ganska tätbefolkat, med 90 invånare per kvadratkilometer.. Närmaste större samhälle är Ağdaş, 5,9 km väster om Qarağan Şıxlar.
Trakten runt Qarağan Şıxlar består till största delen av jordbruksmark.